# Mare Frigoris
Mare Frigoris (Mar do Frio) é um mar lunar de 1.446 km de diâmetro, localizado no extremo Norte da Lua, na borda externa da bacia Procellarum logo ao norte do Mare Imbrium se estendendo a Leste em direção ao Norte do Mare Serenitatis.
Esse mar foi batizado em homenagem a Giovanni Riccioli.